# Tutu Records
Tutu Records is een Duits platenlabel voor jazz. Het werd in 1988 opgericht door Horst Weber, Peter Wiessmueller en Enja Records en is gevestigd in Starnberg. De naam is ontleend aan het album "Tutu" van de trompettist Miles Davis en daarmee ook verbonden aan de naamgever van deze plaat, de Zuid-Afrikaanse bisschop en vrijheidsstrijder Desmond Tutu. Het label wil zo duidelijk maken belang te hechten aan vrijheid: politieke, culturele en artistieke vrijheid. Op Tutu Records worden hedendaagse jazzplaten uitgebracht, maar ook wereldmuziek. Op het label is werk verschenen van onder meer Mal Waldron, Geoff Goodman, Bill Bickford, Dannie Richmond, Ed Schuller, Gordon Lee, Nicolas Simion, Jim Pepper, Marty Cook, Frank Lacy en Monty Waters.